# Deluhi
Делухи (яп. デルヒ) — японская метал-группа, основанная бас-гитаристом группы Galneryus Юито (Леда) и гитаристом группы Gaara Дзюри, сочетающая в своём творчестве элементы прогрессив-, дет- и альтернативного метала. Распалась в 2011 году из-за ухода басиста.

## История[2]
Первое выступление группы состоялось 29 февраля 2008 года в Токио. За 4 дня до этого группа сменила название Grave Seed на более короткое — Deluhi. На тот момент состав был следующим: вокалист Такуя (ранее известный как Тсубо, гитарист Gaara), гитарист Леда (известный также как басист Юи-то в Galneryus), басист Рё и барабанщик Рёске. Воспользовавшись сменой имени группы, Такуя и Рёске решили взять себе псевдонимы — Juri и Sujk соответственно.
После участия ещё в двух мероприятиях, проходивших 26 марта, группа выпустила первый мини-альбом — Surveillance.
В конце июля вышел первый сингл под названием «Orion Once Again».
Осенью группа выпустила серию из трёх синглов, названных по именам индийских богов: VISVASRIT, MAHADEVA и JAGANNATH. В это же время происходили очередные изменения имён участников: в сентябре Рё взял себе псевдоним Агги и на своём блоге в шутку заявил, что его на самом деле заменил брат близнец, пока сам Рё ушёл работать продавцом в семейной лавке. Но при этом Рё стал считаться «бывшим участником».
8 января 2009 года в Shibuya O-Crest прошёл концерт под названием А PROCLAMATION OF DELUHISM. На выступлении они раздавали фанатам диски, на которых был записан ремикс песни NO SALVATION. Также был выпущен[когда?] второй мини альбом, где группа продолжила творчество в направлении начатом на последних 2 синглах. Звучание стало ещё более западным, после увеличения английского языка в лирике.
1 апреля 2011 года на своем официальном сайте Deluhi сообщили о распаде группы. 1 июля того же года стартовал их последний тур «DELUHI LAST TOUR -VANDALISM-», который охватил 10 концертных площадок по всей Японии.

## Стиль игры и лирика

### Стиль игры
Одним из главных причин такого быстрого роста популярности группы является тяжесть и скорость звучания, не привычные для вижуал групп. Поскольку в отличие от тяжёлых групп вижуал кея, которые в основном, за редким исключением, играли пауэр- и готик-метал с вкраплениями тяжёлых приёмов вокала, Deluhi сразу начали с мелодичного металкора на первом мини-альбоме и к нынешнему моменту дошли до смеси альт. метала и модерн дэт-метала (как на песне «s[K]ape: goat» с сингла «Flash:B[l]ack»). Основой звучания группы является мелодичный вокал с почти европейским тембром и скоростная игра Леды, также почти во всех песнях присутствуют быстрые соло-партии, сыгранные им.

## Состав[4]
- Juri — вокал. Ранее был гитаристом металкор группы Gaara.
- Leda — гитара. Является композитором группы, и главным автором лирики. Также является профессиональным бас-гитаристом, был приглашённым гитаристом в одном из туров Мияви. Играет исключительно на ESP гитарах, в том числе на своей подписной модели. Леда снялся в нескольких видео-демонстрациях[5] используя гитары этой фирмы, также рекламируя гитарные усилители фирмы Marshal, которыми пользуются многие японские метал гитаристы.
- Aggy — бас-гитара. Также является бэк-вокалистом группы, он исполняет большинство скрим-партий на записях и выступлениях.
- Sujk — ударные

## Дискография[6]

### Синглы
| No. | Название                       | Дата релиза             | треклист | издания |
| --- | ------------------------------ | ----------------------- | --- | --- |
| 01  | Orion once again               | 1stプレス 2008年7月23日 | Orion once again/NO SALVATION | |
| 01  | Orion once again               | 2ndプレス 2009年5月20日 | Orion once again/NO SALVATION/Freedom −09 remix- | |
| 02  | ヴィジュバスリット -VISVASRIT- | 2008年10月29日          | Freedom/Baby play | 3か月連続リリース第一弾"創造"。 |
| 03  | マハーデーヴァ -MAHADEVA-      | 2008年11月26日          | HYBRID TRUTH/Ivory and Irony | 3ヶ月連続リリース第二弾"繁栄"。 |
| 04  | ジャガンナータ -JAGANNATH-     | 2008年12月31日          | リヴィングデッド/Rebel:Sicks, Shadow:Six [DVD]HYBRID TRUTH(PV),Living Dead                                                                            | 3ヶ月連続リリース第三弾"破壊"。 |
| 05  | FLASH:B[L]ACK                  | 2009年5月20日           | [DVD]s[K]ape: goat(video clip)/HYBRID TRUTH(live)/Rebel:Sicks, Shadow:Six(live)/Orion once again(live) [CD]s[K]ape: goat/ Orion once again −09 remix- | カラー12Pブックレート付。 |
| 06  | Two Hurt                       | 2009年8月5日            | [CD]Two Hurt/シェイド [DVD]Two Hurt(video clip) | 「Two Hurt」は、ミニアルバム『Surveillance』に収録されたものの新録バージョン。                                                                   |
| 07  | Two Hurt -FOOL’S MATE EDITION- | 2009年10月(限定販売)    | [CD]Two Hurt/LORELEI [DVD](S.E.〜)Rebel:Sicks, Shadow:Six(live)/s[K]ape: goat(live)/シェイド(live)/Before the Show/End of the Show                    | カラー16Pブックレート付。現在入手不可能。 |
| 07  | REVOLVER BLAST                 | 2010年3月24日           | [CD]REVOLVER BLAST (single ver.)/Remember the rain/F.T.O [DVD]REVOLVER BLAST(video clip)                                                              | 「REVOLVER BLAST」は、ミニアルバム『ユグドアライヴ -Yggdalive-」に収録された物をリマスタリングしたもの。 オリコンインディーズチャート初登場1位。 |
| 08  | Frontier                       | 2010年6月16日           | [CD]Frontier [DVD]Frontier(video clip) | 3ヶ月連続リリース第一弾。 |
| 09  | The farthest                   | 2010年7月14日           | [CD]The farthest [DVD]The farthest(video clip) | 3ヶ月連続リリース第二弾。 |
| 10  | Departure                      | 2010年8月4日            | [CD]Departure [DVD]Departure(video clip) | 3ヶ月連続リリース第三弾。 |

### Альбомы
| No. | Название                   | Дата релиза   | Треклист | Издания                                                                         |
| --- | -------------------------- | ------------- | --- | ------------------------------------------------------------------------------- |
| 01  | Surveillance               | 2008年3月26日 | 〜Surveillance〜/Two Hurt/Vivid Place/黄泉の譲り葉/Recall                                                                 | 現在入手不可能。                                                                |
| 02  | ユグドアライヴ -Yggdalive- | 2009年11月4日 | Overture -Yggdalive-/G.A.L.D/REVOLVER BLAST/flow snow/WAKE UP!/Hello/FOLLOW THE FUTURE/Syllable -Yggdrising-/星の無い夜に | カラー28Pブックレート付。初回盤にメンバーの顔写真のピクチャー・レーベルを封入。 |

### дискография: Европа
- 2009-05-05 J-Visual[ism] 2